# براندان كورتني
براندان كورتني (بالإنجليزية: Brendan Courtney)‏ هو مقدم تلفزيوني أيرلندي، ولد في 24 يونيو 1973 في Clondalkin ‏ في جمهورية أيرلندا.

## وصلات خارجية
- براندان كورتني على موقع IMDb (الإنجليزية)
- براندان كورتني على موقع قاعدة بيانات الفيلم (الإنجليزية)